# مواد فرار (اخترزمین‌شناسی)
در شیمی، مواد فَرّار گروهی از عناصر و ترکیبات شیمیایی با نقطه جوش پایین هستند که فراریت زیادی دارند. در تقابل با مواد فرار، به موادی که به آسانی تبخیر نمی‌شوند، مواد دیرگداز گفته می‌شود.
در زمین شناسی، اصطلاح «فَرّار» اغلب به اجزای فرار ماگما اشاره دارد. در اخترزمین‌شناسی فرارها در پوسته یا جو سیاره یا قمر بررسی می‌شوند. مواد فرار عبارتند از: نیتروژن، آب، کربن دی‌اکسید، آمونیاک، هیدرژن، متان و گوگرد دی‌اکسید و غیره.